# Laayoune
Laâyoune (špansko El Aaiún, arabsko العيون‎, al-ʿUyūn, berbersko ⵍⵄⵢⵓⵏ, Leɛyun) je glavno mesto Zahodne Sahare (Demokratična arabska republika Sahara), ki je še vedno okupirana s strani Maroka. Nahaja se malce v notranjosti 28 kilometrov od obale ob reki Saguia el Hamra.

## Zgodovina
Prvi stalno naseljeni prebivalci v sedanjem mestu Laayoune naj bi bila španska vojska leta 1928, ko je nastala vojaška postojanka. Leta 1938 so nastale prve stavbe, že leta 1940 je uradno postalo glavno mesto španske Sahare.
Glavno mesto španske Sahare je bil do decembra 1975, ko je po zelenem pohodu tisočev maročanov,ki jih je vzpodbudil maroški kralj Hasan II s sporazumom v Madridu Maroko dobil severni del bivše španske Sahare.Z oboroženo vztajo saharcev združenih v Polisarju je mesto padlo v roke Maroka v začetku leta 1976, to je bil tudi vzrok za množični odhod saharcev pred represijo maroške vojske proti alžirski meji.Maroško letalstvo je ob odhodu v begunstvo uporabilo napalm ter fosforjeve bombe.
Po štetju iz leta 2004 naj bi Laayoune imel 183691 prebivalcev, največ na vsem ozemlju okupirane Zahodne Sahare.Na žalost vsa ta leta Maroko naseljuje maročane(kolone)v obliki policije ter vojske. Prebivalce Maroka načrtno vzpodbuja k naseljevanju na vsem okupiranem ozemlju z oprostitvijo davkov, medtem ko saharce načrtno omejuje pri pridobivanju licenc za delo.
Leta 2005 je bilo v mestu več protestov za samostojnost Zahodne Sahare, tako imenovana intifada.
Novembra 2010 so maroški okupatorji brutalno napadli miren protest saharcev v šotorišču Agdaym Izik.